# Museo Arqueológico de Pafos
El Museo Arqueológico de Pafos (en griego: Αρχαιολογικό Μουσείο Πάφου) es un museo situado en la ciudad chipriota de Pafos que expone objetos procedentes de toda el área del distrito homónimo con interés arqueológico.  
Su apertura se produjo en 1964. Ha pasado por varias ampliaciones y mejoras en 1965, 1977, 1987 y entre 2014 y 2020 fue completamente renovado.

## Colecciones
El museo alberga una serie de objetos arqueológicos del distrito de Pafos que permiten exponer la historia del área desde el Paleolítico Superior hasta la época romana. La exposición está ordenada cronológica y temáticamente.
De los periodos Paleolítico y Neolítico se exponen hallazgos entre los que destacan los de dos asentamientos cuya cronología está comprendida entre el 11.º y el 9.º milenio a. C.
Al periodo Calcolítico (3900-2500 a. C.) pertenecen una serie de objetos que muestran una sociedad con mayor organización social y económica, que tenían contactos con el exterior. Destacan los primeros objetos de cobre y figurillas en forma de cruz.
A la Edad del Bronce Temprano y Medio pertenecen una serie de recipientes de cerámica y otros objetos relacionados con el desarrollo de actividades agrícolas, mineras y textiles. Asimismo, se exponen las características de la época final de la Edad del Bronce, un periodo en el que la actividad productora y comercial de cobre que se llevaba a cabo en Pafos se desarrolló especialmente.
En los siglos posteriores la importancia de Pafos tanto comercial como culturalmente fue grande, como muestran los valiosos hallazgos procedentes de algunos enterramientos de los periodos geométrico y arcaico. Pafos fue sede de un reino en los periodos geométrico, arcaico y clásico y se desarrolló un gran santuario de Afrodita en Pafos además de otros santuarios rurales más pequeños dispersos en la región. A estas épocas pertenecen diferentes hallazgos escultóricos —especialmente las estatuillas que formaban parte de ofrendas religiosas—, inscripciones y monedas.
En el siglo IV a. C. fue fundada Nea Pafos, que se convirtió en capital de toda la isla, además de ser un gran centro económico durante todo el periodo helenístico y también en la época romana. A estas épocas pertenecen monedas, grandes ánforas e importantes obras de arte —estatuas, cerámica, objetos de metal, marfil, joyas— en las que se representa a menudo a la diosa Afrodita, pero también otras figuras mitológicas. Los hallazgos de tumbas incluyen sarcófagos, estatuas y columnas. También se conservan pinturas que decoraban los interiores de las tumbas o de las casas y se reproduce una cocina de este periodo para mostrar cómo era la vida cotidiana. Además, la importancia del lugar en lo que respecto a la medicina aparece atestiguada por los hallazgos de herramientas médicas y por el uso de las fuentes termales entre los medios de curación.
También se expone una gran inscripción del siglo II, en honor de los emperadores Antonino Pío y Marco Aurelio, por la reconstrucción del teatro de la ciudad.